# Johann Jakob von Tschudi
Johann Jakob von Tschudi (Glarus-Zwitserland, 25 juli 1818 - Lichtenegg-Oostenrijk, 8 oktober 1889) was een Zwitserse  natuuronderzoeker, ontdekkingsreiziger, etnograaf en diplomaat. 

## Biografie
Von Tschudi studeerde natuurwetenschappen aan de universiteiten van Leiden (waar hij Hermann Schlegel ontmoette), Neuchâtel, Zürich en Parijs en later ook in Berlijn en Würzburg. 
Van 1838 tot 1843 maakte hij een lange reis door Peru en keerde daarna terug naar Europa waar hij in Oostenrijk woonde op zijn landgoed Jakobshof in Lichtenegg. In de herfst van 1857 reisde hij weer naar Zuid-Amerika waar hij in opdracht van de Zwitserse regering problemen met immigranten moet oplossen. 
Hij maakte in Lima kennis met de directeur van het museum voor archeologie, antropologie en geschiedenis. Met hem samen schrijft hij een boek (Antigüedades Peruanas) dat in 1851 in Wenen werd uitgegeven. Kort na zijn terugkeer in Europa in 1859 werd hij in 1860 naar Brazilië gestuurd, nu als Zwitsers ambassadeur. In die hoedanigheid bereisde hij uitgebreid het zuidelijk deel van het land en keerde in 1861 terug naar Europa en werd toen benoemd tot Zwitsers ambassadeur in Wenen en in 1872 gevolmachtigd minister. In 1883 verlaat hij de buitenlandse dienst en woont op zijn landgoed.

## Nalatenschap
In Peru maakte Tschudi uitgebreid studie van het  quechua en schreef daarover. Hij verzamelde en beschreef tijdens zijn reizen specimens van planten en dieren die werden opgenomen in de musea van Neuchâtel, Glarus en Frieburg. 
Op de IOC World Bird List staan 58 Zuid-Amerikaanse vogelsoorten die door Tschudi wetenschappelijk zijn beschreven.

## Publicaties
- System der Batrachier (Neuchâtel 1838)
- Untersuchungen über die Fauna peruana (St. Gallen 1844-47, met 76 tabellen)
- Die Kechuasprache (Wien 1853, 3 Tle.)
- Ollanta, ein altperuanisches Drama, aus der Kechuasprache übersetzt und kommentiert (das. 1875)
- Organismus der Khetsuasprache (Leipzig 1884)
- Peru, Reiseskizzen (St. Gallen 1846, 2 Bde.)
- Antiguedades peruanas (mit Don Mariano de Rivero, Wien 1851, mit Atlas) full text als google book
- Reisen durch Südamerika (Leipzig 1866-69, 5 Bde.)